# Serrano (ort i Argentina)
Serrano är en ort i Argentina.   Den ligger i provinsen Córdoba, i den centrala delen av landet, 500 km väster om huvudstaden Buenos Aires. Serrano ligger 147 meter över havet och antalet invånare är 2 670.
Terrängen runt Serrano är mycket platt. Runt Serrano är det mycket glesbefolkat, med 2 invånare per kvadratkilometer..
Trakten runt Serrano består till största delen av jordbruksmark.